# Capsulotomie

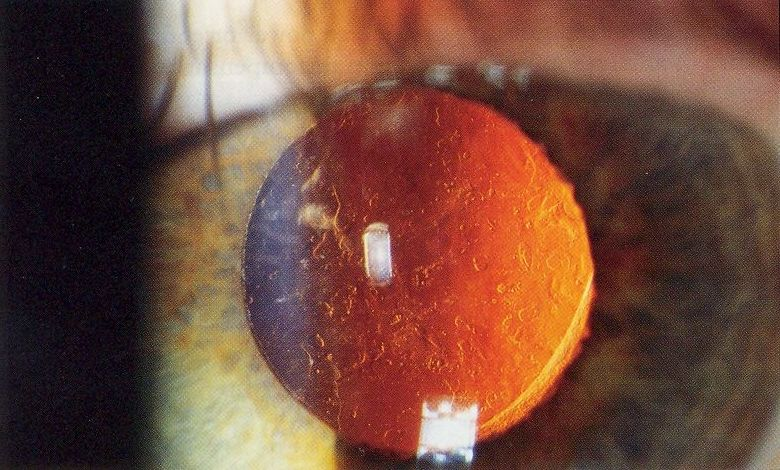
Opacification capsulaire postérieure post-chirurgie de la cataracte (vue en rétro-illumination).

La capsulotomie est le traitement d'une cataracte secondaire, opacification de la capsule du cristallin réduisant l'acuité visuelle. La capsulotomie est généralement effectuée à l'aide d'un laser YAG, qui améliore la vision, tout en laissant en place la capsule du cristallin.

## Occurrence
Cette opacification capsulaire se produit dans un pourcentage assez élevé (environ 30 % des cas) au cours des années qui suivent une chirurgie de la cataracte.

## Avantages
Le traitement de cette affection par laser comporte certains avantages pour le patient :
- hospitalisation : intervention en mode externe (ambulatoire), le patient peut donc regagner son domicile dès l'intervention terminée ;
- anesthésie : par gouttes (anesthésie topique), et application d'un verre sur l'œil, pour l'intervention ;
- procédure laser : indolore, une session étant généralement suffisante ;
- incidents préopératoires : rares.

## Effets secondaires
L'évolution post-opératoire est généralement satisfaisante : la récupération visuelle est rapide et les soins sont réduits.
Les complications de la capsulotomie au laser YAG sont réduites au minimum mais peuvent toutefois comporter :
- malaise ;
- inflammation oculaire modérée ;
- élévation de la tension oculaire (exceptionnellement) ;
- complications rétiniennes : œdème maculaire dit irvin Gass ;
- déplacement du cristallin artificiel ;
- infection.

La récidive de l'opacification de la capsule, postérieure à ce traitement, est rare. Une fois libérée, la capsule interne peut repousser, ce qui peut nécessiter une nouvelle intervention au laser.

## Traitements post-laser
Il n'existe pas de recommandation officielle de traitement post-laser. Cependant il est d'usage d'instiller un collyre anti-inflammatoire non stéroïdien ou stéroïdien pendant 7 à 15 jours afin de limiter les inflammations sans preuve scientifique réelle.